# Transformers : La Trilogie de la guerre pour Cybertron
Pour le jeu vidéo, voir Transformers : La Guerre pour Cybertron.
Pour les articles homonymes, voir Transformers (homonymie).
Transformers : La Trilogie de la guerre pour Cybertron (Transformers: War for Cybertron Trilogy) est une série d'animation américaine en 18 épisodes de 25 minutes créée par F.J. DeSanto, écrite par George Krstic, Gavin Hignight, Brandon M. Easton, Tim Sheridan, et Mae Catt, produite par Polygon Pictures et Rooster Teeth, et disponible depuis le 30 juillet 2020 sur Netflix.
La série est séparée en trois parties, intitulées respectivement "Le Siège" (Siege), "Le lever de Terre" (Earthrise), et "Le Royaume" (Kingdom). La saison finale est disponible depuis le 29 juillet 2021.

## Synopsis
La guerre civile ravage la planète Cybertron depuis des millénaires. Dans les derniers jours de la guerre, les Decepticons sont sur le point d'en sortir triomphants. Pour tenter de mettre fin au conflit, Mégatron envisage d'utiliser le AllSpark en dernier recours pour reformater tous les Autobots survivants, mais Optimus Prime veut empêcher que cela se produise, même si cela signifie détruire Cybertron afin de la sauver.

## Distribution

### Voix originales
- Jake Foushee : Optimus Prime / Nemesis Prime
- Jason Marnocha : Megatron / Galvatron / voix additionnelles
- Joe Zieja : Bumblebee
- Frank Todaro : Starscream / Ravage / Shamble / Rattrap / voix additionnelles
- Bill Rogers : Wheeljack
- Sophia Isabella : Arcee
- Edward Bosco : Ultra Magnus / Soundwave / voix additionnelles
- Brian Robert Burns : Cog
- Rafael Goldstein : Ratchet / Soundblaster
- Todd Haberkorn : Shockwave
- Linsay Rousseau : Elita-1
- Keith Silverstein : Jetfire / Omega Supreme
- Shawn Hawkins : Mirage / voix additionnelles
- Brook Chalmers : Impactor / l'officier de communication / voix additionnelles
- Kaiser Johnson : Ironhide / voix additionnelles
- Aaron Veach : Prowl
- Georgia Reed : Chromia
- Alexander Dilallo : Barricade
- Todd Haberkorn : Red Alert
- Danny Hansen : Thundercracker / Scorponok (Predacon)
- Mark Whitten : Sideswipe / Skywarp / voix additionnelles
- Sean Wright : Sky Lynx / voix additionnelles
- Ellie Main : Moonracer
- Miles Luna : Cliffjumper / Teletraan I
- JW Stafford : Hound
- Philip Bache : Skytread
- Gray Haddock : Spinister
- Michael Schwalbe : Doubledealer
- Kenny Rogers : Exhaust
- Alex Taber : Bug Bite
- Michael Jones : Thrust
- Jay Sanford : Dirge
- Michael Dunn : Scorponok
- Ben Jurand : Alpha Trion
- Adin Rudd : Scrapface
- Jonathan Lipow : Unicron
- Justin Pierce : Optimus Primal
- Andy Barnett : Rhinox
- Joe Hernandez : Cheetor
- Beau Marie : Tigatron
- Erin Ebers : Airazor
- Marqus Bobesich : Megatron (Predacon)
- Krizz Kaliko : Dinobot
- Jeanne Carr : Blackarachnia

### Voix françaises
- Rody Benghezala : Optimus Prime / Nemesis Prime
- Eilias Changuel : Megatron
- Guillaume Bourboulon : Bumblebee / Soundblaster
- Boris Rehlinger : Starscream / Ratchet
- Stefan Godin : Wheeljack
- Isabelle Auvray : Arcee
- Nicolas Justamon : Ultra Magnus / Omega Supreme / Wisdom (Deseeus/Quintesson) / voix additionnelles
- Yann Sundberg : Cog / Shamble
- Laurent Maurel : Mirage / Soundwave / Exhaust
- Jérémy Prévost : Red Alert / Shockwave / Wrath (Deseeus/Quintesson)
- Laura Blanc : Elita-1
- Serge Faliu : Jetfire
- Frédéric Souterelle : Impactor / Scorponok / Rhinox
- Erwan Zamor : Ironhide / Thundercracker
- Alain Berguig : Prowl / Unicron / Scrapface / Reflector
- Christèle Billault : Chromia
- Michael Aragones : Barricade / Bug Bite
- Serge Biavan : Galvatron / War (Deseeus/Quintesson)
- Jean-Christophe Clément : Sideswipe
- Jérémie Covillault : Sky Lynx
- Pauline de Meurville : Moonracer
- Gilles Morvan : Doubledealer
- Cédric Ingard : Cliffjumper / Skytread / Skywarp / voix additionnelles
- Mike Fédée : Hound / Astrotrain
- Mathieu Buscatto : Spinister / Alpha Trion / Thrust
- Frantz Confiac : Optimus Primal
- Guillaume Lebon : Rattrap
- Loïc Hourcastagnou : Vélocitor
- Maurice Decoster : Tigatron
- Nathalie Spitzer : Serdacier
- Lionel Tua : Megatron (Predator)
- Guillaume Orsat : Dinobot
- Juliette Degenne : Veuve Noire

## Épisodes

### Partie 1 -Le Siège(2020)
| № | Titre      |
| --- | ---------- |
| |            |
| 1 | Chapitre 1 |
| Tandis que Starscream remet en question le commandement de Jetfire, Mégatron exhorte Optimus Prime à accepter un traité qui marquerait l'asservissement des Autobots. Les Autobots tentent de rallier à leur cause Bumblebee, un collecteur d'Energon indépendant.                                                               |            |
| |            |
| 2 | Chapitre 2 |
| Megatron reçoit un visiteur surprise: Ultra Magnus, second d'Optimus, qui tente en vain de négocier une trève. Shockwave révèle comment trouver le mythique AllSpark qui pourra aider à vaincre les Autobots. Conscients que ces derniers vont tenter de les prendre de vitesse, les Decepticons tendent un piège.               |            |
| |            |
| 3 | Chapitre 3 |
| Optimus Prime a un plan: évacuer Cybertron en utilisant un pont spatial désaffecté; mais il a besoin de l’aide de Ratchet. Ultra Magnus est torturé par les Decepticons tandis que Starscream continue de rallier les Seekers à sa cause.                                                                                        |            |
| |            |
| 4 | Chapitre 4 |
| Elita-1 confesse ses doutes sur le plan d'Optimus Prime, qui prévoit de réparer le Pont Spatial. Optimus fait appel aux Gardiens pour obtenir de l'aide, mais ces derniers refusent d'intervenir. Ultra Magnus se sacrifie pour protéger l'emplacement de l'Arche et Bumblebee est affecté par les conséquences de ce sacrifice. |            |
| |            |
| 5 | Chapitre 5 |
| Jetfire propose d'aider Optimus Prime à récupérer le AllSpark. Bumblebee, Cog et Arcee partent en mission pour trouver de l'Energon. Wheeljack essaie de préparer l'Arche au décollage. |            |
| |            |
| 6 | Chapitre 6 |
| Optimus Prime parvient à trouver le AllSpark. Megatron découvre le plan d'Optimus et ordonne une attaque massive contre les Autobots, qui reçoivent une aide inattendue d'Omega Supreme. |            |

### Partie 2 -Le lever de Terre(2020)
| № | Titre      |
| --- | ---------- |
| |            |
| 1 | Chapitre 1 |
| Croyant que le AllSpark a été détruit, Megatron prévoit de fuir une Cybertron mourante, mais au prix fort. Le plan d’Elita-1 pour libérer certains prisonniers ne se déroule pas comme prévu.                                                                |            |
| |            |
| 2 | Chapitre 2 |
| Les Transformers mercenaires engagés par le Quintesson renégat Theseus abordent l'Arche, dérivant dans l'espace. Alors que des alliés improbables arrivent pour sauver les Autobots emprisonnés, Megatron dévoile le projet Nemesis.                         |            |
| |            |
| 3 | Chapitre 3 |
| Les Autobots localisent le AllSpark, mais une station spatiale déserte et son seul occupant se dressent sur le chemin. Les Decepticons rattrapent l'Arche.                                                                                                   |            |
| |            |
| 4 | Chapitre 4 |
| Megatron se retrouve entre la vie et la mort. Alors que les Autobots et les Decepticons travaillent ensemble pour lutter contre Scorponok, Starscream tente de s'emparer du pouvoir.                                                                         |            |
| |            |
| 5 | Chapitre 5 |
| Propulsé avec l'Arche dans une dimension parallèle, Optimus Prime rencontre un guide inattendu en la personne de l'Autobot renégat Skyling qui lui montre un futur alternatif. Megatron rencontre une entité qui lui révèle ce qu'il doit obtenir d'Optimus. |            |
| |            |
| 6 | Chapitre 6 |
| Au-dessus de la planète où se trouve le AllSpark, les Autobots et les Decepticons s'affrontent pendant que Theseus se rapproche pour se venger des deux camps confondus.                                                                                     |            |

### Partie 3 -Le Royaume(2021)
| № | Titre      |
| --- | ---------- |
| |            |
| 1 | Chapitre 1 |
| Après plusieurs atterrissages en catastrophe, les Autobots et les Decepticons rencontrent les habitants de la planète... et encaissent le choc de leur vie. |            |
| |            |
| 2 | Chapitre 2 |
| Il s'avère que les habitants de la Terre, les Maximals et les Predators, ne sont autres que les descendants respectifs des Autobotes et des Decepticons, venu du futur pour les aider. Mais Megatron prend l'avantage en localisant l'Allspark. Les Maximals organisent une tentative de sauvetage lorsque les Predators capturent l'une des leurs. |            |
| |            |
| 3 | Chapitre 3 |
| Alors que les Autobots et les Decepticons se rapprochent de lui, l'Allspark déploie un système de défense qui altère la perception et perturbe toute fonctionnalité. |            |
| |            |
| 4 | Chapitre 4 |
| L'utilisation continue du disque d'or par Megatron à chacun de ses mouvements menace la tentative d'Optimus Prime de se procurer l'Allspark. |            |
| |            |
| 5 | Chapitre 5 |
| Les Autobots et les Maximals rencontrent une farouche résistance en essayant de faire décoller l'Arche pour rentrer sur Cybertron. Mais un événement inattendu se produit. |            |
| |            |
| 6 | Chapitre 6 |
| Le passé, le présent et le futur se téléscopent sur Cybertron tandis que la bataille finale pour l'Allspark oppose des participants imprévus. |            |